# The Boston Globe
«Бо́стон Глоб» (англ. The Boston Globe переводится как «Бостонский глобус») — американская ежедневная газета, крупнейшая в Бостоне (штат Массачусетс), основной конкурент газеты Boston Herald (рус. Бо́стон ге́ральд). С 2007 года ежедневный тираж газеты упал более чем на треть, с 382 503 до 245 572 экземпляров. Газета была основана в 1872 году и в течение 100 лет работала как частная компания. В 1973 году преобразовалась в публичную компанию и вышла на биржу под названием Affiliated Publications. В 1993 году была приобретена The New York Times Company. В 2013 году газета и аффилированные ей веб-сайты были приобретены американским бизнесменом и финансистом Джоном У. Генри II, известным, в частности, как владелец бейсбольного клуба Boston Red Sox и футбольного клуба «Ливерпуль».
Начиная с 1966 года журналисты Boston Globe 23 раза награждались Пулитцеровской премией. Журналисты The Boston Globe сыграли большую роль в раскрытии сексуального скандала в Римско-католической церкви в 2001—2003 годах.

## История

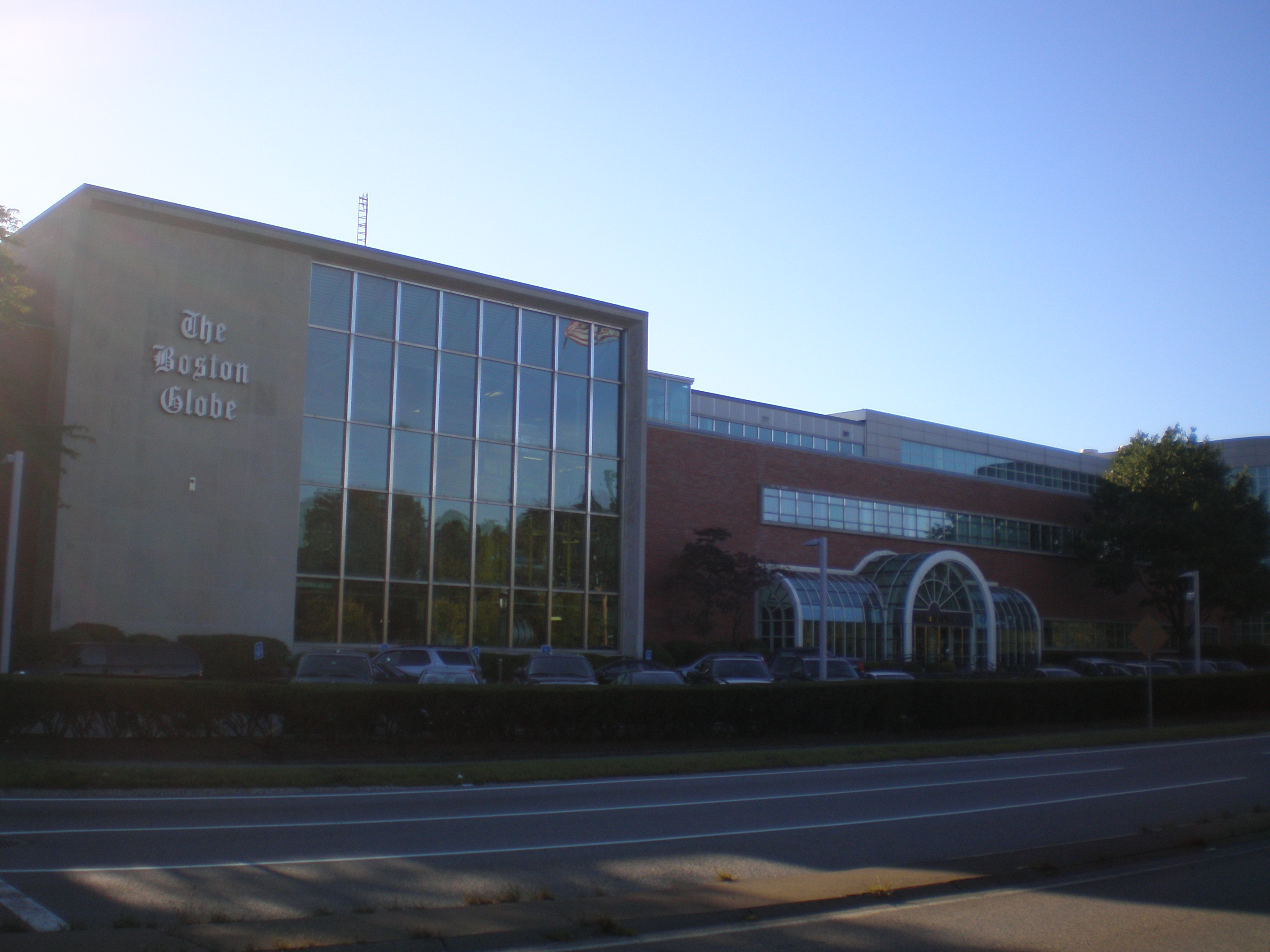
Штаб-квартира Boston Globe (сентябрь 2009)

Газета Boston Globe была основана в 1872 году американским журналистом и политиком Чарльзом Х. Тейлором при участии пяти бостонских бизнесменов, в том числе Эбена Джордана, которые совместно инвестировали в новое издание 150 000 долларов (2 922 917 долларов в современных ценах). Первый выпуск газеты «Бостон глоуб» появился в свет 4 марта 1872 года и стоил 4 цента. Первые пять лет газета выходила утром по будням, в 1877 году появился воскресный выпуск. В 1878 году началось издание вечернего выпуска The Boston Evening Globe, который прекратил своё существование в 1979 году.
Более 100 лет Boston Globe была частной компанией, пока в 1973 году не была преобразована в публичную компанию под названием Affiliated Publications, акции которой стали котироваться на бирже. После выхода на биржу управление газетой по прежнему оставалось в руках потомков Чарльза Тейлора.
В 1993 году The New York Times Company приобрела Affiliated Publications за 1,1 млрд долларов, превратив «Бостон Глоуб» в дочернюю компанию The New York Times. Потомки Тейлора и Джордана получили в качестве оплаты своих долей акции The New York Times Company. В 2000—2001 годах члены семьи Тейлор покинули правление.
В 1995 году создан региональный новостной портал Boston.com, неизменно входящий в первую десятку лучших веб-сайтов газет в Америке и завоевавшее множество наград, в том числе две региональные награды Эмми в 2009 год за свои видео. В 2011 году была запущена платная цифровая версия газеты — BostonGlobe.com.
В 1969 году в Boston Globe начал работать Питер Гаммонс, в течение многих лет с небольшими перерывами являвшийся основным в газете бейсбольным обозревателем. За свою деятельность по освещению бейсбола он трижды признавался Национальной ассоциацией спортивных комментаторов и авторов (англ. National Sportscasters and Sportswriters Association) лучшим спортивным журналистом года (1989, 1990 и 1993), был награждён почётным Пойнтеровской стипендией Йельского университета, в 2004 году Питер был награждён премией Джей Джи Тейлора, учреждённой Ассоциацией бейсбольных журналистов Америки (англ. Baseball Writers' Association of America, BBWAA). 31 июля 2005 года Гаммонс был включён в Зал славы бейсбола.
В 1998 году обозреватель Патрисия Смит ушла в отставку после того, как было обнаружено, что она в нескольких своих колонках писала про несуществующих людей и выдумывала цитаты. В августе того же года обозревателя Майка Барникла поймали на плагиате, для своей колонки он использовал материал из книги Джорджа Карлина Brain Droppings. Он был отстранен, а его предыдущие статьи подверглись проверке. Редакторы Boston Globe обнаружили, что Барникл сфабриковал историю о двух больных раком и обозреватель был вынужден уйти в отставку.
2 июля 2001 года главным редактором Boston Globe стал Мартин Бэрон. При нём газета стала больше внимания уделять бостонским новостям. Именно в это время журналисты Boston Globe Майк Резендес, Мэтт Кэрролл, Саша Пфайффер и Уолтер Робинсон сыграли большую роль в раскрытии случаев сексуальных домогательств к детям со стороны священников Бостонской митрополии Католической церкви. За свою работу они были удостоены Пулитцеровской премии.
В 2004 году Boston Globe пришлось извиняться за то, что статья в которой рассказывалось о случаях изнасилования иракских женщин американскими солдатами во время Иракской войны, была проиллюстрирована фотографиями взятыми с порнографического сайта.
Весной 2005 года Boston Globe напечатала историю об охоте на тюленей вблизи Галифакса в Новой Шотландии в Канаде, которая состоялась 12 апреля 2005 года. Автор статьи, фрилансер Барбара Стюарт, бывший сотрудник The New York Times, указала количество лодок, участвующих в охоте, и наглядно описала убийство тюленей и протестов, которые сопровождали охоту. Позже выяснилось, что на самом деле из-за погоды охота была перенесена, а детали якобы состоявшегося убийства тюленей были сфабрикованы.
2 апреля 2009 года The New York Times Company объявила о возможном закрытии Boston Globe, если редакционные профсоюзы не согласятся на меры экономии. Планировалось, в частности, сократить зарплату и пенсионные взносы. Благодаря этим мерам компания собиралась уменьшить расходы газеты на 20 млн долларов. В начале мая, после того как The New York Times Company заявила, что готова официально объявить о закрытии газеты через 60 дней, профсоюзы пошли на уступки. Сокращение расходов помогло существенно улучшить результаты деятельности Boston Globe уже к октябрю 2009 года, после чего менеджеры материнской компании сообщили, что хотя и рассматривают стратегические альтернативы для газеты, но не планируют её продавать. В сентябре 2011 года Boston Globe запустила веб-сайт BostonGlobe.com, платную интернет-версию газеты. [22]
В феврале 2013 года The New York Times Company объявила о предстоящей продаже New England Media Group, которая включает в себя газету Boston Globe. Предложения о покупке были получены от шести потенциальных покупателей, среди которых были Джон Гормалли (владелец телевизионных станций в Западном Массачусетсе), члены семьи Тейлор, бывших издателей «Бостон Глоуб», и New England Sports Network, часть акций которой принадлежит Fenway Sports Group, одним из основателей которой является основной владелец клуба «Бостон Ред Сокс» Джон У. Генри II. Однако позже, в июле 2013 года, Генри сделал свою собственную отдельную ставку. 24 октября 2013 года Джон У. Генри II стал владельцем Boston Globe, заплатив 70 млн долларов.
Журналисты Boston Globe ведут на сайте газеты 28 блогов, посвященных различным темам, включая спорт в Бостоне и местную политику.

## Журналы
Каждую неделю выходит журнал The Boston Globe Magazine. По состоянию на 2013 год его редактором была Сьюзен Альтхоф.
23 октября 2006 года Boston Globe объявил о начале издания нового журнала Design New England: The Magazine of Splendid Homes and Gardens, который выходит шесть раз в год.

### Бостонец года
Начиная с 2004 года каждый год в декабре The Boston Globe Magazine выбирает «Бостонца года» (англ. Bostonian of the Year). Среди победителей такие известные люди как генеральный менеджер Boston Red Sox Тео Эпштейн (2004), судья в отставке Эдвард Гинзбург (2005), губернатор Деваль Патрик (2006), лидер Neighborhood Assistance Corporation of America Брюс Маркс (2007), чемпион НБА Пол Пирс (2008), профессор Элизабет Уоррен (2009), политик-республиканец Скотт Браун (2010), министр юстиции США Кармен Ортис и исполнительный директор ArtsEmerson Роберт Орчард (2011) и Олимпийские чемпионы Али Райсман и Кайла Харрисон (2012). [33]

## Пулитцеровская премия
- 2014 — «За экстренные новости», за обложку, посвящённую теракту на Бостонском марафоне.
- 2012 — «За художественную критику», Уэсли Моррис[36]
- 2011 — «За художественную критику», Себастьян Сми[37]
- 2008 — «За художественную критику», Марк Фини
- 2007 — «За раскрытие национальной темы», Чарли Савадж
- 2005 — «За мастерство», Гарет Кук (за объяснение сложных научных и этических аспектов исследований стволовых клеток)[38].
- 2003 — «За служение обществу», Boston Globe Spotlight (за раскрытие случаев сексуального насилия со стороны священников Римско-католической церкви)[39]
- 2001 — «За художественную критику», Гейл Колдуэлл
- 1997 — «За комментарий», Айлин Макнамара
- 1996 — «За художественную критику», Роберт Кэмпбелл
- 1995 — «Отличный репортаж», Дэвид М. Схрибман за его аналитические репортажи о национальной политике[40].
- 1985 — «За художественную фотографию», Стэн Гроссфилд за серию фотографий голода в Эфиопии 1983—1985 годов и за его фотографии нелегалов на границе с Мексикой[41][42].
- 1984 — «За новостную фотографию», Стэн Гроссфилд за фотографирование последствий гражданской войны в Ливане[43].
- 1984 — «За освещение местных новостей», The Boston Globe за серию статей о расизме и самокритику[43].
- 1983 — «За раскрытие национальной темы», The Boston Globe Magazine за статью «Война и мир в ядерный век»[44].
- 1980 — «За комментарий», Эллен Гудман, колумнист[45].
- 1980 — «За художественную критику», Уильям Генри III за телевизионную критику[45].
- 1980 — «За освещение местных новостей», команда The Boston Globe Spotlight за описания транзитных бесхозяйственностей[45].
- 1977 — «За редакционную карикатуру», Пол Сеп[46]
- 1975 — «За служение обществу», The Boston Globe за активное и сбалансированное освещение десегрегации школ Бостона[47].
- 1974 — «За редакционную карикатуру», Пол Сеп[48].
- 1972 — «За освещение местных новостей», команде The Boston Globe Spotlight Team за рассказ о политическом фаворитизме и конфликте интересов должностных лиц в Соммервилле (Массачусетс)[49].
- 1966 — «За служение обществу», за кампанию против утверждения Фрэнсиса Моррисси федеральным окружным судьёй[50]

## Издатели
| Издатель            | Годы работы   | Примечания                                    |
| ------------------- | ------------- | --------------------------------------------- |
| Чарльз Х. Тейлор    | 1873—1921     | основатель The Boston Globe.                  |
| Уильям О. Тейлор    | 1921—1955     |                                               |
| Уильям Дэвис Тейлор | 1955—1977     |                                               |
| Уильям О. Тейлор II | 1978—1997     |                                               |
| Бенджамин Б. Тейлор | 1997—1999     | Последний член семьи Тейлор на посту издателя |
| Ричард Гилман       | 1999—2006     |                                               |
| П. Стивен Эйнсли    | 2006—2009     |                                               |
| Кристофер М. Мэйер  | 2009—по н. в. | Текущий издатель The Boston Globe.            |

## Сайт
The Boston Globe поддерживает два различных веб-сайта. Первым, в 1995 году, был создан региональный новостной портал Boston.com, который наряду с местными новостями также предлагает посетителям избранные материалы газеты и эксклюзивный контент, в том числе блоги. Осенью 2011 года запущен новый специальный веб-сайт BostonGlobe.com, разработанный Filament Group и местным дизайнерским агентством Upstatement. Новый сайт был создан в качестве цифровой версии газеты The Boston Globe. Сайт можно использовать на различных платформах, таких как смартфоны и планшеты. В отличие от Boston.com, доступ к материалам BostonGlobe.com ограничен. Неограниченный доступ предоставляется всем подписчикам печатных версий The Boston Globe, остальным предлагается заплатить за просмотр статей. Оба сайта работают в тандеме, но на Boston.com часть газетных материалов размещаются с опозданием либо вовсе не размещаются. Boston.com во многом ориентирован на случайных или непостоянных читателей, бывающих на сайте время от времени, в то время как BostonGlobe.com нацелен на аудиторию самой газеты.
В 2012 году Society for News Design выбрало BostonGlobe.com как лучший веб-сайт новостей в мире.